# Francis Seymour, V duca di Somerset
Francis Seymour (17 gennaio 1658 – Lerici, 20 aprile 1678) è stato un nobile inglese, quinto duca di Somerset.

## Biografia
Era figlio di Charles Seymour, II barone Seymour di Trowbridge ed Elizabeth Alington.
Dal 1665 al 1675 fu il terzo barone Seymour di Trowbridge. Successivamente ereditò il titolo ducale da un lontano cugino, John Seymour, IV duca di Somerset. Mentre John apparteneva alla linea legittima dei Seymour, estintasi con la sua morte, Charles discendeva dall'unione tra Edward Seymour, I conte di Herford e Catherine Howard, il cui matrimonio segreto aveva destato lo scandalo a corte e l'ira della regina Elisabetta I d'Inghilterra. La sovrana, a cui non era stato chiesto il permesso necessario alle nozze, dato che coinvolgeva un membro della famiglia reale quale era Catherine, fece mandare alla Torre la coppia e dichiarare illegittimi i loro figli.
Francis morì a Lerici (Liguria - Repubblica di Genova) senza prole a 20 anni in seguito ad un equivoco derivante da uno scontro d'onore tra lui e un gentiluomo lericino, il marchese Horatio Botti (patriziato genovese), la cui moglie (Landini o Ollandini di Lerici) era stata avvicinata con lusinghe da un francese, che si trovava in compagnia di Somerset. Il fratello del Marchese Horatio Botti sparò dal suo palazzo di Lerici verso l'albergo dove si trovavano i due, ferendo mortalmente il Duca. Il fatto di sangue rischiò di avere grosse conseguenze politiche tra l'Inghilterra e la Repubblica di Genova. 
Ereditò il titolo suo fratello Charles.